# Nephrotoma alticrista
Nephrotoma alticrista is een tweevleugelige uit de familie langpootmuggen (Tipulidae). De soort komt voor in het Palearctisch gebied.